# Saint-Aulais-la-Chapelle
Saint-Aulais-la-Chapelle är en kommun i departementet Charente i regionen Nouvelle-Aquitaine i västra Frankrike. Kommunen ligger  i kantonen Barbezieux-Saint-Hilaire som ligger i arrondissementet Cognac. År 2022 hade Saint-Aulais-la-Chapelle 218 invånare.

## Befolkningsutveckling
Antalet invånare i kommunen Saint-Aulais-la-Chapelle
Referens:INSEE